# БТР-50ПУ
БТР-50ПУ (Индекс ГБТУ — Объект 750К) — советская командно-штабная машина.
Разработана на базе бронетранспортёра БТР-50. Серийное изготовление было налажено на Волгоградском тракторном заводе и Челябинском тракторном заводе в 1958 году.

## Описание конструкции

### Броневой корпус и башня
Броневой корпус разделён на три отсека. В передней части находится отделение управления, в котором размещёны механик-водитель, командир машины и штурман. В верхней правой части лобового листа находится ниша штурмана. В средней части находится штабное отделение. В отличие от базовой машины, в бортовых листах отсутствуют наблюдательные лючки. Для работы с документами в штабном отделении есть стол. Задняя часть крыши штабного отделения не имеет откидных крышек и выполнена сплошной для закрепления мачты антенны по походному во время марша. В задней части установлен двигатель.

### Приборы наблюдения и связи
Для наблюдения за местностью место штурмана оборудовано тремя призменными приборами ТПН-Б. На крыше штабного отделения находится вращающаяся на 360° башенка с прибором наблюдения ТПКУ-2Б. За башенкой находятся два посадочных люка с иллюминатором, благодаря которому в отделении в дневное время возможна работа без дополнительного освещения. Узел связи находится в штабном отделении. Связь обеспечивается комплексом радиостанций Р-112, Р-113 и Р-105, двухканальной радиорелейной станцией Р-403БМ, радиоприёмником Р-311, а также полевым коммутатором П-193А. Дополнительно в комплект связи входят четыре катушки с двухпроводными телефонными кабелями по 600 метров и четыре телефонных аппарата. Машина штатно комплектуется тремя четырёхметровыми, одной 11-метровой и одной 10-метровой антеннами. Внутреннее сообщение между экипажем с помощью двух комплектов танковых переговорных устройств Р-120. Работа радиостанций осуществляется с помощью агрегата питания АБ-1-П/30. Ориентирование на местности производится с помощью датчиков пути ДП, курсопрокладчика КП-2М1 и гирокурсоуказателя КМ-2.

## Модификации
- БТР-50ПУ — базовая модификация, выпускаемая на Челябинском тракторном заводе
  - БТР-50ПУМ — модернизированная версия БТР-50ПУ с обновлённым составом оборудования[2]
    - БТР-50ПУМ1 — дальнейшая модернизация с изменённым составом оборудования. Принята на вооружение в 1972 году[2]
- БТР-50ПН — вариант выпускаемый на Волгоградском тракторном заводе, отличался от БТР-50ПУ небольшими изменениями в составе оборудования[2]
- «АМУР 1» — конверсионная транспортная машина, выпускаемая 560 БТРЗ.

## Операторы
- СССР — 5 БТР-50ПУМ и 1 БТР-50ПУ в зоне «до Урала» по состоянию на 1991 год[3], перешли к образовавшимся после распада государствам
- Россия
- Финляндия — 8 БТР-50ПУ поставлены из СССР в период с 1969 по 1970 годы[4]
- Никарагуа — 1 БТР-50ПУ поставлена из СССР в 1982 году[4]

## Сохранившиеся экземпляры
- Россия:

1. Военно-исторический музей артиллерии, инженерных войск и войск связи в Санкт-Петербурге;
2. Бронетанковый музей в Кубинке.

- Венгрия:

1. Военно-исторический музей в Кецеле.

- Израиль:

1. Музей Армии обороны Израиля в Неве-Цедеке.